# Bernd Dierßen
Bernd Dierßen (* 28. August 1959 in Lauenau) ist ein ehemaliger deutscher Fußballspieler, der von 1984 bis 1989 in der Bundesliga für den FC Schalke 04 und Hannover 96 140 Punktspiele bestritten und 13 Tore erzielt hat. In der 2. Bundesliga bestritt er von 1977 bis 1990 für den SV Arminia Hannover, Hannover 96 und den FC Schalke 04 247 Punktspiele, in denen er 27 Tore erzielte.

## Karriere

### Vereine

#### Jugend
Der vom Deister-Sport-Club Feggendorf in die Jugendabteilung des SV Arminia Hannover gewechselte Nachwuchsspieler Dierßen entwickelte sich schnell zu einem spielerisch-technisch herausragenden und zudem noch laufstarken Mittelfeldspieler.

#### Arminia Hannover
In seinem zweiten A-Jugendjahr, 1977/78, debütierte der Gymnasiast bei den „Blauen“ vom Bischofsholer Damm unter Trainer Gerd Bohnsack bereits zum Saisonauftakt am 6. August 1977, im Lokalderby gegen Hannover 96 in der seinerzeit 2. Bundesliga Nord. An der Seite von Karl-Heinz Mrosko agierte er im Arminia-Mittelfeld bei der 0:1-Niederlage gegen die „Roten“, die mit Peter Anders, Rainer Stiller, Frank Pagelsdorf, Jürgen Milewski und Klaus Wunder Spitzenspieler der 2. Bundesliga in ihren Reihen hatten. Insgesamt bestritt der Jugendspieler 1977/78 24 Zweitligaspiele und Arminia belegte den 15. Platz.
In seinem ersten Seniorenjahr 1978/79 gehörte er mit 36 Einsätzen und drei Toren der Stammbesetzung an, mit der Arminia den zwölften Rang belegen konnte. Als zur Runde 1979/80 Trainer Bohnsack durch István Sztani abgelöst wurde, dieser bereits im Dezember durch Achim Röhl ersetzt wurde, der auch noch von April bis Juni 1980 seine Ablösung durch Erich Garske erfuhr, erlebte das Talent mit den Arminen den Abstieg.

#### Hannover 96
Deshalb nahm Dierßen zur Runde 1980/81 das Angebot von Hannover 96 an und setzte seine Karriere bei den „Roten“ fort. Im Jahr zuvor hatte er Angebote der Bundesligisten 1. FC Köln und Borussia Mönchengladbach vorliegen, die aber durch eine Meniskusverletzung nicht zum Tragen kamen. Unter der Anleitung von Trainer Diethelm Ferner wurde der laufstarke und leichtgewichtige Mittelfeldtechniker an der Seite von Jürgen Rynio, Peter Anders, Bernd Gorski, Gerhard Kleppinger, Karl-Heinz Mrosko und Dieter Schatzschneider zum festen Bestandteil der 96er-Mannschaft, die mit Bremen, Braunschweig und Hertha BSC die Tabelle in der 2. Liga 1980/81 anführte. Ohne Torjäger Schatzschneider und nach der Entlassung von Trainer Ferner im November 1982 gehörte Hannover 96 in der Saison 1982/83 nicht mehr zu den Spitzenteams der 2. Liga.

#### FC Schalke 04
Daher folgte Dierßen seinem Förderer Ferner zur Runde 1983/84 in den Fußball-Westen zu Schalke 04. Tatsächlich glückte bei Königsblau mit der Vizemeisterschaft 1984 der Aufstieg in die Fußball-Bundesliga. In 37 Spielen mit fünf Toren hatte Dierßen dazu neben Torhüter Walter Junghans, Defensivchef Bernard Dietz und Offensivstar Olaf Thon seinen Beitrag geleistet.
Neben dem Aufstieg wurden die Spiele im DFB-Pokal in dieser Runde zum zweiten Höhepunkt für Dierßen und Schalke. Nach Erfolgen über Fortuna Düsseldorf, SC Charlottenburg, Karlsruher SC und im Viertelfinale über Hertha BSC im Wiederholungsspiel fand am 2. Mai 1984 das Halbfinalspiel in Schalke gegen den FC Bayern München statt. Vor 70.600 Zuschauern lautete der Spielstand nach 90 Minuten 4:4-Remis und endete nach der Verlängerung mit einem 6:6-Unentschieden. Für Spielmacher Dierßen – eine noch größere Karriere verhinderte für den Freistoßspezialisten die fehlende Grundschnelligkeit – wurde dieses Spiel zu einem der herausragenden Momente seiner Spielerlaufbahn. Das Wiederholungsspiel verlor Schalke acht Tage später in München mit 2:3 Toren.
Am Starttag der Saison 1984/85 debütierte Dierßen am 24. August 1984 bei der 1:3-Auswärtsniederlage gegen Borussia Mönchengladbach in der Fußball-Bundesliga. Trainer Ferner hatte dabei im Mittelfeld auf die Formation mit Michael Opitz, Caspar Memering, Dierßen und Thon gesetzt. Der Aufsteiger belegte am Rundenende den achten Rang und der Mann aus Hannover hatte in 33 Spielen mit drei Toren die Farben von Schalke getragen und zusammen mit Thon den Torjäger Klaus Täuber (18 Tore) überwiegend mit verwertbaren Zuspielen versorgt. In der zweiten Bundesligarunde kamen Dierßen und Kollegen auf den zehnten Tabellenplatz. Jetzt übernahm Rolf Schafstall das Traineramt beim Altmeister und Dierßen bekam in seiner vierten Schalker-Runde Probleme mit dem Ex-Verteidiger von Hamborn 07, mit dem er nicht auf der gleichen Wellenlänge funkte. Für Schalke verlief die Runde mit dem Absinken auf den 13. Rang nicht erfreulich und Dierßen war mit seinen 22 Einsätzen unzufrieden.

#### Rückkehr zu Hannover 96 und Karriereende in Hameln
Da sein Kontakt nach Hannover eigentlich nie abgerissen war, vollzog sich ein Tausch mit Martin Giesel und Dierßen, der nach Hannover zurückkehrte. Mit Trainer Jürgen Wähling, Spielmacher Dierßen und Torschütze Siegfried Reich belegte Hannover 96 1987/88 in der Bundesliga den zehnten Rang. In 28 Spielen hatte „Shorty“ fünf Tore erzielt und daneben den Abstieg seines Ex-Vereines Schalke 04 mitverfolgt. Zwölf Monate später, nach Ablauf der Runde 1988/89, erlebte Dierßen mit Hannover ebenfalls den Abstieg aus der Bundesliga. Aufstiegstrainer Wählings Uhr war bereits am 19. September 1988 abgelaufen, Vereinsikone Hans Siemensmeyer versuchte sich an der Wende zum Guten bis zum 21. März 1989, um dann auch entmutigt an Reinhard Saftig abzugeben, der mit den „Roten“ den Weg in die 2. Liga antreten musste. Dierßen kam in dem turbulenten Umfeld auf 25 Einsätze. Er ging den Weg in die Zweitklassigkeit 1989/90 mit, zog sich aber einen Kreuzbandriss zu und beendete nach fünf Zweitligaeinsätzen mit einem Treffer seine Laufbahn im Profifußball im Alter von 30 Jahren.
Seine Karriere ließ er in der Verbands- und Oberliga bei der SpVgg Preußen Hameln ausklingen.

### Nationalmannschaft
Seine ersten beiden Länderspiele bestritt Dierßen im Jahr 1976 für die U16-Nationalmannschaft. Als Nationalspieler debütierte er am 2. September in Marburg beim 2:0-Sieg über die Auswahl Frankreichs und kam einen Tag später in Aßlar beim 2:1-Sieg über die Auswahl Finnlands als Einwechselspieler für Uwe Blauth zum Einsatz. Am 12. November 1976 spielte er erstmals unter Trainer Herbert Widmayer und an der Seite von Walter Junghans, Michael Harforth und Holger Willmer für die U18-Nationalmannschaft, die in Monaco im Rahmen des Prinz-Albert-Pokals ein 1:1-Unentschieden gegen die Auswahl Jugoslawiens erzielte. Er nahm 1977 am UEFA-Turnier in Belgien teil, das die deutsche Vertretung – nach der 2:7-Niederlage im Spiel um den 3. Platz gegen die Auswahl der UdSSR – mit dem vierten Platz abschloss. Im gesamten Jahr 1977 trug die DFB-Jugendnationalmannschaft 23 Spiele aus und Dierßen fehlte nur in einer Begegnung. Im Jahr 1978 folgten noch drei weitere Einsätze in der DFB-Jugend und Dierßen beendete mit seinem 30. Einsatz am 15. März 1978 beim UEFA-Qualifikationsspiel in Schaffhausen gegen die Schweiz seine internationalen Auftritte in der U18-Nationalmannschaft.
Die Leistungen von „Shorty“, wie er seit seiner Zeit bei Hannover 96 genannt wird, in Hannover wurden durch die Berufung in die U21-Nationalmannschaft gewürdigt. Vom 10. Oktober 1979 bis 22. September 1981 kam er in dieser Talente-Elf an der Seite von Thomas Allofs, Uwe Dittus, Stephan Engels, Pierre Littbarski, Lothar Matthäus und Rudi Völler sechsmal zum Einsatz.

## Nach der Spielerkarriere
Dierßen wollte eigentlich nach dem Abitur Grundschullehrer werden, hat dann aber eine Laufbahn im kaufmännischen Bereich eingeschlagen und ist seit Jahren als Bilanzbuchhalter beim Niedersächsischen Fußballverband in Hannover angestellt. Durch diverse Trainerstellen im Amateurbereich – FC Stadthagen, SpVgg Preußen Hameln, 1. FC Germania Egestorf/Langreder – ist er dem Fußball nach wie vor verbunden und war auch einer der Ehrengäste beim Abschiedsspiel von Olaf Thon in der Arena AufSchalke.

## Sonstiges
Sein Sohn Tim (* 1996) trat bei Hannover 96 in seine Fußstapfen und gehörte ab Oktober 2013 zum Bundesligakader. Im April 2014 gab er sein Profidebüt. Ab 2022 spielte er beim KSV Hessen Kassel, 2024 wechselte er zum TSV Havelse.